# Иванов, Сергей Валерьевич
Сергей Валерьевич Иванов (род. 5 марта 1975, Костёр, Чувашская АССР) — российский профессиональный шоссейный велогонщик. Мастер спорта России международного класса. Член Олимпийской сборной России на Олимпиадах в Сиднее и Пекине. С 13 января 2016 года — главный тренер сборной команды России по велоспорту на шоссе.

## Спортивные достижения
Его главная специализация — горняк-классик. Его главные победы на классических велогонках это — E3 Prijs Vlaanderen, Trofeo Luis Puig, 1-й на Амстел Голд Рейс 2009, 5-й на Льеж-Бастонь-Льеж 2009, 13-й на Флешь Валлонь 2009. Также Сергей хорошо выступает на веломногодневках. Он занял 2-е место на Туре Альвенира 1996, первое на Туре Бельгии 2009. Он является многократным чемпионом России по велоспорту: 1998, 1999, 2000, 2005, 2008, 2009. Победитель двух этапов веломногодневки Тур де Франс.
Завершил спортивную карьеру в 2009 году.

## Достижения
| 1995 - Тур Венгрии — генеральная классификация - Вуэльта Наварры — генеральная классификация - Вуэльта Таррагоны — генеральная классификация - Чемпионат мира среди военнослужащих, групповая гонка — 2-е место 1996 - Круг Лотарингии — этапы 1, 4, 9 и 2-е место в общем зачёте - Тур де л'Авенир — этапы 5 и 10 и 2-е место в общем зачёте - Раппорт Тур — этапы 5 и 10 - Тур Болгарии — этапы 2 и 5 - Джиро дель Капо — этап 3 и 3-е место в общем зачёте - Чемпионат Европы, групповая гонка — 3-е место 1997 - Вена — Рабенштайн — Грестен — Вена — этап 4 1998 - Чемпион России в групповой гонке - Дрёйвенкурс Оверейсе - Тур Польши — этапы 5, 8 и генеральная классификация - Брюссель — Ингойгем 1999 - Чемпион России в групповой гонке - Дрёйвенкурс Оверейсе - Круг Сарты — этап 2 2000 - Чемпион России в групповой гонке - Тур Польши — этапы 6, 7 и 3-е место в общем зачёте - Гран-при E3 | 2001 - Тур Швейцарии — этап 6 - Тур де Франс — этап 9 - Джиро делла Лигурия — этап 4 2002 - Трофей Луиса Пуига - Тур Страны Басков — этап 6 2003 - Тур Люксембурга — этап 5 2005 - Чемпион России в групповой гонке - Тур Британии — этап 4 2008 - Чемпион России в групповой гонке - Тур Валлонии — генеральная классификация 2009 - Чемпион России в групповой гонке - Амстел Голд Рейс - Тур Бельгии — этап 1 - Тур де Франс — этап 14 |

## Статистика выступлений наГранд Турах
| Гранд Тур | 1997 | 1998 | 1999 | 2000 | 2001 | 2002 | 2003 | 2004 | 2005 | 2006 | 2007 | 2008 | 2009 | 2010 |
| --------- | ---- | ---- | ---- | ---- | ---- | ---- | ---- | ---- | ---- | ---- | ---- | ---- | ---- | ---- |
| Джиро     | -    | -    | сход | -    | -    | -    | -    | -    | -    | -    | -    | -    | -    | -    |
| Тур       | -    | сход | -    | -    | сход | 81   | -    | 57   | -    | -    | сход | -    | 40   | 109  |
| Вуэльта   | 24   | -    | сход | -    | -    | -    | 103  | -    | -    | -    | -    | -    | -    | -    |